# Internet banking

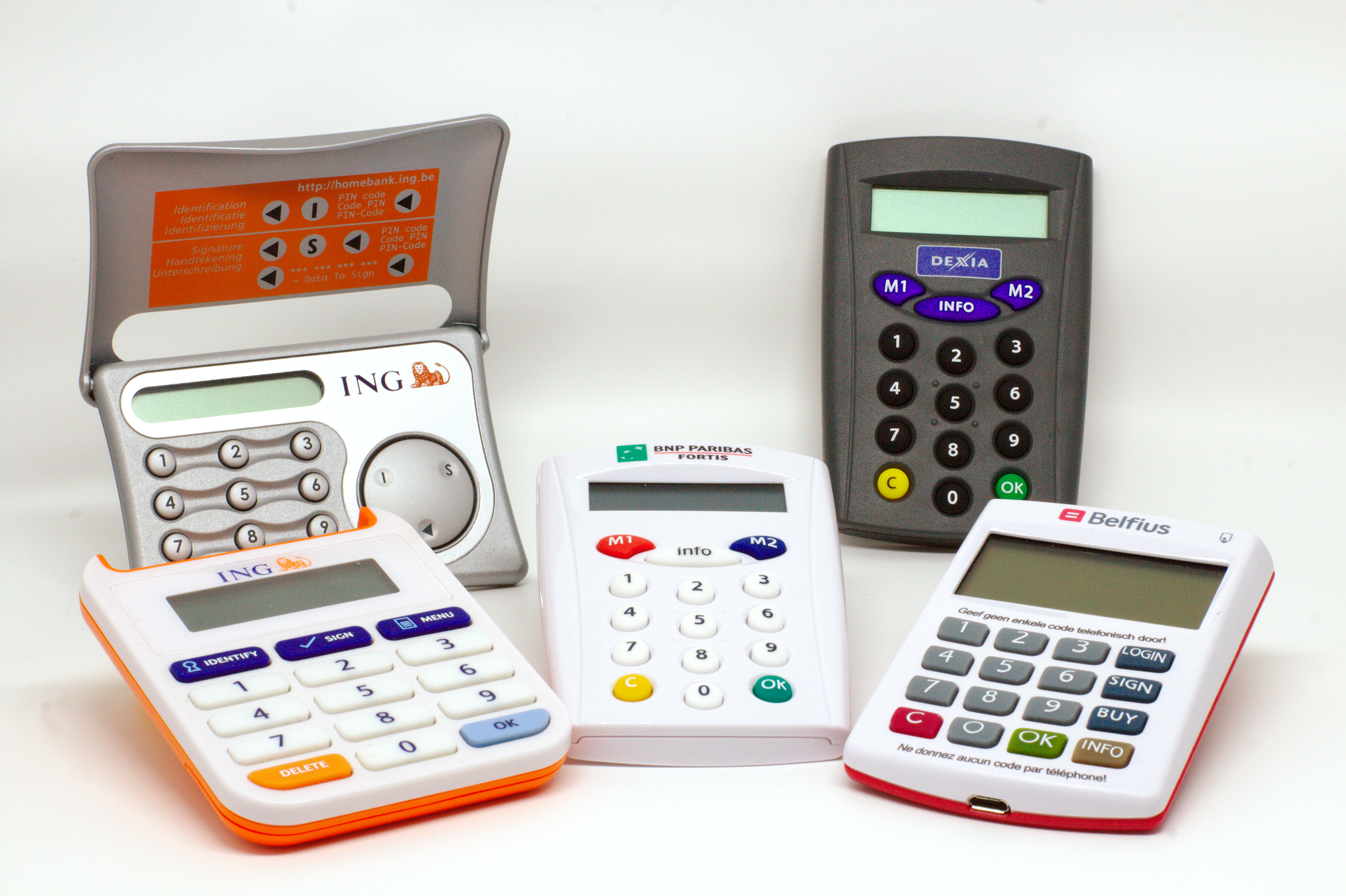

Internet banking, sau online banking, este un termen folosit pentru efectuarea de tranzacții bancare prin intermediul Internetului. Aceasta permite clienților băncilor să deruleze operațiunile cu aceasta și în afara orelor ei de program, de oriunde au acces la Internet. În unele cazuri, pentru aceste operațiuni se utilizează un browser de web obișnuit și cu orice fel de conexiune la Internet, dar în alte cazuri pentru autentificare este necesară utilizarea unor dispozitive furnizate de bancă.